# Archives municipales de Montpellier
Les Archives municipales de Montpellier sont le service d'archives communales de Montpellier.

## Présentation
Les archives municipales de Montpellier sont situées actuellement au troisième étage de la Médiathèque Émile Zola dans le quartier d'Antigone. Le lecteur entamant des recherches historiques à partir des documents du fonds ancien  dispose de plusieurs instruments de recherche, présents dans la salle de lecture. Ce sont d'abord les treize tomes des Inventaires et Documents, puis les classeurs BB, FF, GG et HH.